# Economia della scienza
Economia della scienza è un'espressione usata da vari filosofi, sociologi ed economisti in vari contesti, a volte con connotazione negativa.
In analogia con espressioni come "economia dello sviluppo" o "economia del lavoro", l'economia della scienza analizza quindi sia l'aspetto della produzione della conoscenza scientifica, sia l'aspetto dello scambio e del consumo del bene prodotto.
La disciplina è quindi strettamente legata ad altri campi di indagine, come l'economia dell'innovazione, l'economia della crescita e l'economia dell'educazione.